# Semence véritable de pomme de terre
Les semences véritables de pomme de terre sont des graines utilisées dans les semis de culture de pommes de terre. C'est une alternative à l'utilisation de plants, souvent improprement appelés « semences », qui présente un intérêt économique dans les régions tropicales chaudes où le coût d'approvisionnement en plants de qualité est un facteur limitant de la production des pommes de terre.
L'utilisation de graines, plutôt que de tubercules ou morceaux de tubercules (semenceaux), présente des avantages et des inconvénients. 
Les coûts de production et de logistique sont fortement réduits dans la mesure où 120 g de graines suffisent pour ensemencer un hectare, au lieu d'environ deux tonnes de tubercules-plants. 
Les graines peuvent être conservées pendant plusieurs années sans nécessiter d'installations de stockage coûteuses. Elles sont indemnes de la plupart des agents pathogènes (bactéries, virus, nématodes) qui peuvent infester les tubercules.
Les inconvénients sont liés d'une part à la variabilité génétique qui tend à produire des tubercules de qualité hétérogène, les variétés de pommes de terre cultivées ayant un très haut degré d'hétérozygotie. 
D'autre part, la culture est plus compliquée car les plantules issues de semis produisent de petits tubercules et nécessitent une saison de végétation plus longue.
On cherche à pallier ces inconvénients par l'utilisation de semences hybrides provenant de lignées sélectionnées dans ce but. 